# Suspiros de España
Suspiros de España és un popular pasdoble espanyol. Va ser compost pel mestre Antonio Álvarez Alonso a Cartagena el 1902. El 1938 se li afegiria lletra de Juan Antonio Álvarez Cantos (1897-1964), nebot del compositor, per ser cantada en una pel·lícula per Estrellita Castro. Després va ser versionada (a vegades canviant la lletra) per altres grans figures, com Concha Piquer entre d'altres. A més, aquest pasdoble va ser part de la banda sonora que es va utilitzar en la cerimònia d'inauguració dels Jocs Mediterranis d'Almeria 2005.
El pasdoble va ser originàriament una marxa de passeig de la Real Infanteria (pas-doble) que al pas del segle xix al xx es va popularitzar com a peça de concert i posteriorment de ball. En aquest context, es componen en pocs anys a la ciutat de Cartagena tres peces que resulten fonamentals en la història del gènere: La Gracia de Dios (Ramon Roig Torné, 1880), Suspiros de España (Antonio Álvarez Alonso, 1902) i El Abanico (Alfredo Javaloyes López, 1910).
Un arranjament per a piano d'aquest pasdoble, va ser la música utilitzada per a la capçalera de la sèrie Pepa y Pepe, produïda i emesa per Televisió Espanyola el 1995. També va ser la melodia d'obertura del programa Cantessis que durant 1978 va presentar Lauren Postigo a TVE.